# Saenam (Miomaffo Barat)
Saenam is een bestuurslaag in het regentschap Timor Tengah Utara van de provincie Oost-Nusa Tenggara, Indonesië. Saenam telt 594 inwoners (volkstelling 2010).